# مارکو مارین (شمشرباز)
مارکو مارین (ایتالیایی: Marco Marin؛ زادهٔ ۴ ژوئیهٔ ۱۹۶۳) شمشیرباز اهل ایتالیا است.
وی در مسابقات کشوری و بین‌المللی در مجموع برندهٔ ۱ مدال طلا، ۲ مدال نقره، ۱ مدال برنز شده‌است.